# Сергеечева, Маргарита Владимировна
Маргари́та Влади́мировна Серге́ечева (род. 24 мая 1963, Новомосковск, Днепропетровская область) — советская и российская актриса.

## Биография
Родилась 24 мая 1963 года в городе Новомосковске Днепропетровской области, Украинской ССР, где её отец служил военным врачом. Вскоре он получил назначение в посёлок Стрельна под Ленинградом, куда и переехала семья Риты.
Начала сниматься в кино с 6 лет. Однажды она пришла с мамой на дневной спектакль в Ленинградский Большой драматический театр и ненароком забрела за кулисы, а там её увидел знаменитый артист Е. З. Копелян. Они разговорились. Ефим Захарович и привёл Риту на «Ленфильм». Поначалу её снимали в небольших ролях, затем в 1974 году последовала яркая главная роль в фильме Аян Шахмалиевой «Странные взрослые». С этого фильма Рита Сергеечева на долгое время стала главным детским лицом в советском кинематографе. Через 4 года она снова снялась у Аян Шахмалиевой вместе с Никитой Михайловским в главной роли в фильме «Дети как дети», получившем Приз Интервидения на XV международном фестивале телефильмов «Злата Прага».
В 1984 году с отличием окончила Ленинградский государственный институт театра, музыки и кинематографии (ЛГИТМиК) имени Н. К. Черкасова (курс профессора Владимира Викторовича Петрова) и уехала в Москву.
В 1989 году поступила и в 1996 году с отличием окончила Российский государственный медицинский университет, став врачом, как её родители. В 1997 году вернулась в Санкт-Петербург, работала на Скорой помощи.
В 2007 году перенесла инсульт.
Была замужем два раза. Первый муж — Эрик Горошевский (театральный постановщик; умер от инфаркта в 2005). Со вторым мужем Рудольфом Фрунтовым (умер в 2015 году) вступила в брак в начале 1990-х годов.

## Фильмография
1. 1973 — Подзорная труба — Алёнка
2. 1973 — Капитан — Алёнка
3. 1973 — Где это видано, где это слыхано — Лена Илютина
4. 1973 — Пожар во флигеле — Рита
5. 1974 — Ещё не вечер — Лена, дочь Тамары
6. 1974 — Странные взрослые — Джульетта (Тоня) Антонова
7. 1976 — Пока бьют часы — Маша
8. 1977 — Четвёртая высота — Гуля Королёва в детстве
9. 1978 — Дети как дети — Оля
10. 1980 — Свет в окне — Рита
11. 1982 — Без году неделя — Настя Филимонова
12. 1984 — Сказки старого волшебника — Золушка
13. 1985 — Жил отважный капитан — Тася Желдякова
14. 1985 — Подсудимый
15. 1986 — Кто войдёт в последний вагон
16. 1987 — Про любовь, дружбу и судьбу — Маша
17. 1988 — Помилуй и прости
18. 1989 — За прекрасных дам! — Таня
19. 1990 — Дураки умирают по пятницам — Рита
20. 1991 — Брюнетка за 30 копеек — «Золушка» (Любовь Александровна Кирпичёва)